# Agenda (Kansas)
Pour les articles homonymes, voir Agenda (homonymie).
La ville d’Agenda est située dans le comté de Republic, dans l’État du Kansas, aux États-Unis. Sa population, qui s’élevait à 68 habitants lors du recensement de 2010, est estimée à 66 habitants en 2019.

## Démographie
Selon le Bureau du recensement des États-Unis, en 2000, le revenu moyen par ménage de la ville était de 26 500 $ et le revenu moyen par famille était de 39 063 $. Les hommes avaient un revenu médian de  31 250 $, comparativement à 11 250 $ pour les femmes. Le revenu par tête de la ville était de  13 307 $. Environ 5,9 % de la population vit en dessous du seuil de pauvreté.